# Homalium involucratum
Homalium involucratum là một loài thực vật có hoa trong họ Liễu. Loài này được (DC.) O. Hoffm. mô tả khoa học đầu tiên năm 1881.